# Лесовые Гриневцы
Лесовые Гриневцы (укр. Лісові Гринівці) — село в Хмельницком районе Хмельницкой области Украины.
Население по переписи 2001 года составляло 2108 человек. Почтовый индекс — 31340. Телефонный код — 382. Занимает площадь 2,38 км². Код КОАТУУ — 6825083601.

## Местный совет
31340, Хмельницкая область, Хмельницкий район, село Лесовые Гриневцы, улица Хмельницкого, 29, тел. 62-68-23  (укр.)